# لوكا فيرو
لوكا فيرو (بالإيطالية: Luca Ferro)‏ هو لاعب كرة قدم إيطالي، ولد في 28 أغسطس 1978 في سافونا في إيطاليا. لعب مع نادي جنوى ونادي لو تشو دي فوندز ونادي نوشاتل زاماكس.

## وصلات خارجية
- لوكا فيرو على موقع قاعدة بيانات كرة القدم.إي يو (الإنجليزية)
- لوكا فيرو على موقع Soccerway.com (الإنجليزية)
- لوكا فيرو على موقع عالم كرة القدم.نت (الإنجليزية)